# Гонсалес, Сисиньо
Сисиньо Гонсалес Мартинес (исп. Sisinio González Martínez; родился 22 апреля 1986, Альбасете) — испанский футболист, полузащитник познаньского «Леха».

## Биография

### Клубная карьера
Сисиньо Гонсалес является воспитанником «Валенсии», в которую прибыл из родного города Альбасете, в возрасте 15 лет. Выступая за вторую команду «летучих мышей», Сисиньо не смог закрепиться в основной команде и был отдан в аренду клубам низшего дивизиона — «Эркулесу» и «Вальядолиду». Во время выступлений за «Вальядолид» назывался одним из самых перспективных игроков Испании.
В июле 2008 года перешёл из «Валенсии» в клуб Ла Лиги «Рекреативо». В середине своего первого и единственного сезона в команде, ему был поставлен диагноз гепатита A, после чего ему пришлось пропустить два месяца. Вернулся в строй он 4 апреля 2009 года в матче против «Севильи» (0:1).
24 августа 2009 года, после вылета «Рекреативо» в Сегунду, Сисси подписал трёхлетний контракт с «Вальядолидом». Он забил гол в своём дебютном матче против «Сарагосы» (2:1). Однако он был травмирован на протяжении большей части сезона по итогам которого его команда вновь покинула элитный дивизион.
В 2012 году Сисиньо перешёл в «Осасуну».

### Международная карьера
Сисиньо выступал за различные юношеские и молодёжную сборные Испании. В 2003 году Сиси был одним из ключевых игроков испанской сборной на чемпионате мира для юношей до 17 лет. На том турнире испанцы заняли второе место, уступив в финале Бразилии (0:1). Сиси был назван одним из лучших игроков турнира и описан официальным сайтом ФИФА как «футболист с хорошо развитой техникой и контролем мяча».
В 2009 году Сиси вошёл в состав юношеской сборной Испании на чемпионате Европы среди юношей до 19 лет. В 2007—2008 годах он выступал за молодёжную сборную Испании.